# Aerolíneas Nacionales del Ecuador S.A.
Aerolíneas Nacionales del Ecuador (ANDES) fue una aerolínea ecuatoriana que operó vuelos de carga de 1966 a 1998.

## Historia
ANDES fue fundada en 1961 por el capitán Alfredo Franco para operar vuelos chárter de carga y la Administración Federal de Aviación de EE. UU. otorgó a ANDES un permiso le otorgó un permiso de compañía aérea extranjera para vuelos de carga Guayaquil-Ciudad de Panamá-Miami en 1966 y Bogotá-Guayaquil-Lima en 1968. Ese mismo se añadió la ruta Quito-Managua-Miami.
El último avión de la aerolínea, el Douglas DC-8 matriculado HC-BPV, fue dado de baja en 1998. La compañía se disolvió finalmente en 2005.

## Antigua flota
| Aeronaves                            | Total | Introducido | Retirado | Matrículas                                                 |
| ------------------------------------ | ----- | ----------- | -------- | ---------------------------------------------------------- |
| Canadair CL-44                       | 2     | 1973        | 1986     | HC-AYS y HC-AZH                                            |
| Curtiss C-46 Commando                | 3     | 1966        | 1975     | HC-AMC, HC-ACZ y HC-AMV                                    |
| De Havilland Canadá DHC-6 Twin Otter | 2     | 1971        | 1972     | HC-AXC y HC-AVN                                            |
| Douglas DC-4/C-54                    | 1     | 1967        | 1969     | HC-ANL                                                     |
| Douglas DC-6                         | 1     | 1969        | 1991     | HC-AQZ, HC-AQB y HC-ATB                                    |
| Douglas DC-8F                        | 7     | 1977        | 1998     | HC-BEI, HC-BJT, HC-BMC, HC-BPV, YV-445C, HK-1855X y N5824A |
| Lockheed L-1049 Super Constellation  | 1     | 1973        | 1973     | N6917C                                                     |

## Antiguos destinos
| Países         | Destinos         | Aeropuertos                                 |
| -------------- | ---------------- | ------------------------------------------- |
| Colombia       | Bogotá           | Aeropuerto Internacional El Dorado          |
| Ecuador        | Guayaquil        | Aeropuerto Internacional Simón Bolívar      |
| Ecuador        | Quito            | Aeropuerto Internacional Mariscal Sucre     |
| Estados Unidos | Miami            | Aeropuerto Internacional de Miami           |
| Nicaragua      | Managua          | Aeropuerto Internacional Augusto C. Sandino |
| Panamá         | Ciudad de Panamá | Aeropuerto Internacional de Tocumen         |
| Perú           | Lima             | Aeropuerto Internacional Jorge Chávez       |

## Accidentes e incidentes
- El 19 de septiembre de 1968, un Curtiss C-46 Commando (HC-AMC) se estrelló poco después de despegar del Aeropuerto Internacional Augusto C. Sandino de Managua (Nicaragua) en ruta hacia el Aeropuerto Internacional de Miami. No hubo víctimas, pero la aeronave quedó destruida.[6]